# Дако Пуач
Дако Пуач Дуле (Крушево, код Славонске Пожеге, 27. новембар 1919 — Београд, 17. децембар 1994), учесник Народноослободилачке борбе, генерал-потпуковник ЈНА и народни херој Југославије.

## Биографија
Рођен је 27. новембра 1919. године у селу Крушеву код Славонске Пожеге. Основну школу похађао је у Стрежевици. Због слабог материјалног стања породице није наставио школовање, већ је остао на селу и бавио се земљорадњом.
Капитулацију Југославије дочекао је на одслужењу кадровског рока и одмах се вратио у своје село. Већ првих дана оружаног устанка био је повезан с организацијом КПЈ преко Јове Милановића-Црње и активно деловао у околини Бучја и Каменске. Сарађивао је и с Ћиром Дропулићем, коме је приликом напада на Каменску, 1941, дао исцрпне податке о том упоришту. Те јесени ступио је у Славонски партизански одред и убрзо био унапређен у командира чете. Истакао се у многим борбама, попут напада на Горње Врховице, у борби код Њежица и остало.
Средином 1942. године, Пуач је унапређен за команданта батаљона, а иате године и за заменика команданта Дванаесте славонске бригаде. Тада се истакао у биткама за Воћин. Приликом другог партизанског напада на то место, бригада је након шест дана опсаде седмог дана потпуно уништила непријатељску посаду. Истовремено су Пуачеви борци одбили и бочни напад непријатељских снага које су пошле у помоћ опкољеним усташама. Исте године постао је члан Комунистичке партије Југославије.
У мају 1943. године, Пуач је постављен за команданта 21. бригаде 28. славонске дивизије. У јануару 1944, у једном је јуришу код села Подворице у Србији био тешко рањен. Упућен је на лечење у савезничку базу у Италији, где је остао све до августа исте године. Премда инвалид, Пуач је након повратка у Југославију постао заменик команданта 47. српске дивизије, а у новембру исте године постављен је за команданта 24. српске дивизије. Након пробоја Сремског фронта, његова дивизија се истакла у тешким борбама за Вировитицу, Копривницу и низ других места у Славонији.
После рата Пуач је остао у Југословенској народној армији (ЈНА) као командант дивизије, затим начелник штаба и командант корпуса.
Године 1949. завршио је Вишу војну академију ЈНА. Био је генерал-потпуковник ЈНА.
Сахрањен је у Алеји народних хероја на Новом гробљу у Београду
Носилац је Партизанске споменице 1941. и више југословенских и страних одликовања, међу којима и пољски орден Грунвалдов крст другог реда. Орденом народног хероја одликован је 20. децембра 1951. године.